# Festival de Cinema de Londres
El Festival de Cinema de Londres (en anglès London Film Festival o BFI London Film Festival) és un festival cinematogràfic anual que té lloc a Londres (Anglaterra).
Es tracta del major esdeveniment cinematogràfic públic del Regne Unit, amb la projecció de més de 300 llargmetratges, documentals i curtmetratges de gairebé 50 països. El festival té lloc cada any a la segona quinzena d'octubre, organitzat per l'Institut de Cinema Britànic (British Film Institute). Presenta el millor del cinema mundial per donar suport a la creativitat, l'originalitat, la visió i la imaginació, i presenta també el millor cinema internacional contemporani, tant de cineastes emergents com de ja establerts.

## Història
El 1953 un grup de crítics de cinema va plantejar la idea d'un festival de cinema de Londres; van pensar que, ja que Canes, Venècia i Edimburg tenien el seu propi festival, segurament Londres també ho hauria de fer. No obstant això, el seu objectiu era obrir el nou festival al públic, donant-li l'oportunitat de veure pel·lícules que d'altra banda probablement no apareixerien als cinemes britànics. Originalment pretenia ser un "festival de festivals", i es va centrar a projectar una selecció de títols forts d'altres festivals de cinema europeus, incloent Canes i Venècia. La primera edició del Festival de Cinema de Londres va ser concebuda per James Quinn, en aquell moment director del BFI, i va tenir lloc al NFT (National Film Theatre, actualment rebatejat com BFI Southbank) entre el 16 i el 26 d'octubre; es va posar en marxa l'endemà de la inauguració de la nova NFT al seu lloc actual sota el pont de Waterloo. Només es van projectar 15-20 pel·lícules d'una reconeguda selecció de directors, incloent Akira Kurosawa, Satyajit Ray, Yasujirō Ozu, Luchino Visconti i Andrzej Wajda. Tot i que el programa encara conserva l'esperit de "festival de festivals", ara també mostra els nous descobriments d'"importants i emocionants talents" del cinema mundial. Si bé continua sent abans que res una festa pública, també hi assisteix un gran nombre de professionals del cinema i periodistes de tot el món. És important destacar, que ofereix oportunitats perquè les persones veuen pel·lícules que d'altra manera no obtenir una projecció del Regne Unit juntament amb les pel·lícules que li aconseguirà un llançament en un futur pròxim.
Les gales d'obertura i de cloenda s'han convertit en dos dels principals esdeveniments de catifa vermella del calendari de Londres, i són projeccions d'estrena mundial. Aquestes tenen lloc en grans recintes del centre de la ciutat; hi assisteix l'equip artístic i tècnic de la pel·lícula, i són presentades pel director del festival i els directors o productors de la pel·lícula, i sovint els mateixos actors. Anteriorment es presentaven una sèrie de premis del festival a la gala de clausura, però el 2009, amb l'ajuda de fons del UK Film Council, es va introduir una cerimònia de premis independent. A part d'aquests esdeveniments, les projeccions al festival són bastant informals, tot i que algunes pel·lícules van acompanyades d'una sessió de preguntes i respostes, en les quals es dona a l'audiència un accés especial a un cineasta i/o un membre de l'elenc per tal d'oferir una idea de la realització de la pel·lícula, i, de tant en tant, una oportunitat perquè el públic pugui participar directament i fer preguntes.
El Festival que se celebrà el 1992 va projectar un cicle de 26 pel·lícules que pretenien ser una mostra de la història del cinema català des de les seves primeres passes serioses, a principis del segle xx, fins a l'actualitat. El cicle es va dividir en cinc grans àmbits: cinema mut, documentals realitzats durant la guerra civil, postguerra, la dècada del 1960, la transició democràtica i el cinema actual.

## Guardons

### Trofeu Sutherland
Creat el 1958, l'Institut de Cinema Britànic premiava anualment "el creador de la pel·lícula [primera o segona obra] més original i imaginativa presentada al National Film Theatre durant l'any"; però el 1997 es va canviar el criteri i actualment s'atorga al creador de la pel·lícula debut més original i imaginativa presentada durant el Festival de Cinema de Londres. El trofeu, que s'entrega a la gala de clausura, és una escultura de plata de Gerald Benney, i porta el nom del patró de l'Institut de Cinema Britànic, George Sutherland-Leveson-Gower, 5è Duc de Sutherland.
| Any  | Director                          | Pel·lícula                             |
| ---- | --------------------------------- | -------------------------------------- |
| 1958 | Yasujirō Ozu                      | Tokyo monogatari                       |
| 1959 | Satyajit Ray                      | Apur sansar                            |
| 1960 | Michelangelo Antonioni            | L'avventura                            |
| 1961 | Ermanno Olmi                      | Il posto                               |
| 1962 | Jacques Rivette                   | Paris Belongs to Us                    |
| 1963 | Alain Resnais                     | Muriel ou le Temps d'un retour         |
| 1964 | Grigori Kózintsev                 | Hamlet                                 |
| 1965 | Jean-Luc Godard                   | Pierrot le fou                         |
| 1966 | André Delvaux                     | De man die zijn haar kort liet knippen |
| 1967 | Masaki Kobayashi                  | Samurai Rebellion                      |
| 1968 | Straub-Huillet                    | The Chronicle of Anna Magdalena Bach   |
| 1969 | Jacques Rivette                   | L'Amour fou                            |
| 1970 | Bernardo Bertolucci               | The Conformist                         |
| 1971 | Robert Bresson                    | Four Nights of a Dreamer               |
| 1972 | Octavio Getino Fernando Solanas   | The Hour of the Furnaces               |
| 1973 | Giorgi Shengelaya                 | Pirosmani                              |
| 1974 | Rainer Werner Fassbinder          | Martha                                 |
| 1975 | Theo Angelópulos                  | The Travelling Players                 |
| 1976 | Nagisa Oshima                     | In the Realm of the Senses             |
| 1977 | Hans-Jürgen Syberberg             | Hitler: A Film from Germany            |
| 1978 | Mark Rappaport                    | The Scenic Route                       |
| 1979 | Zeki Ökten                        | Sürü                                   |
| 1980 | Peter Greenaway                   | The Falls                              |
| 1980 | Xie Jin                           | Two Stage Sisters                      |
| 1981 | Helma Sanders-Brahms              | Die Berührte                           |
| 1982 | Adoor Gopalakrishnan              | Elippathayam                           |
| 1983 | Chris Marker                      | Sans Soleil                            |
| 1984 | Lino Brocka                       | Bayan ko: Kapit sa patalim             |
| 1985 | Chen Kaige                        | Yellow Earth                           |
| 1986 | Bill Douglas                      | Comrades                               |
| 1987 | Edward Yang                       | The Terrorizers                        |
| 1987 | Souleymane Cissé                  | Yeelen                                 |
| 1989 | Nils Gaup                         | Pathfinder                             |
| 1990 | Steve Kloves                      | The Fabulous Baker Boys                |
| 1991 | Elaine Proctor                    | On the Wire                            |
| 1992 | Jocelyn Moorhouse                 | Proof                                  |
| 1993 | Julio Medem                       | Vacas                                  |
| 1994 | Tran Anh Hung                     | The Scent of Green Papaya              |
| 1995 | Mofida Tlatli                     | The Silences of the Palace             |
| 1996 | Jevon O'Neill                     | Bob's Weekend                          |
| 1997 | Bruno Dumont                      | La vie de Jésus                        |
| 1998 | Samira Makhmalbaf                 | The Apple                              |
| 1999 | Lynne Ramsay                      | Ratcatcher                             |
| 2000 | Kenneth Lonergan                  | You Can Count on Me                    |
| 2001 | Asif Kapadia                      | The Warrior                            |
| 2002 | Delphine Gleize                   | Carnages                               |
| 2003 | Siddiq Barmak                     | Osama                                  |
| 2004 | Jonathan Caouette                 | Tarnation                              |
| 2005 | Kari Paljakka                     | For the Living and the Dead            |
| 2006 | Andrea Arnold                     | Red Road                               |
| 2007 | Vincent Paronnaud Marjane Satrapi | Persepolis                             |
| 2008 | Sergey Dvortsevoy                 | Tulpan                                 |
| 2009 | Scandar Copti Yaron Shani         | Ajami                                  |
| 2010 | Clio Barnard                      | The Arbor                              |
| 2011 | Pablo Giorgelli                   | Las Acacias                            |
| 2012 | Benh Zeitlin                      | Beasts of the Southern Wild            |
| 2013 | Anthony Chen                      | Ilo Ilo                                |

### Altres categories
Premi Grierson
Al millor documental projectat durant el festival. Porta el nom del director escocès John Grierson (1898-1972)
| Any  | Documental                                      | Director                              |
| ---- | ----------------------------------------------- | ------------------------------------- |
| 2005 | Workingman's Death                              | Michael Glawogger                     |
| 2006 | Thin                                            | Lauren Greenfield                     |
| 2007 | The Mosquito Problem and Other Stories          | Andrey Paounov                        |
| 2008 | Victoire Terminus                               | Florent de la Tullaye i Renaud Barret |
| 2009 | Defamation                                      | Yoav Shamir                           |
| 2010 | Armadillo                                       | Janus Metz                            |
| 2011 | Into the Abyss: A Tale of Death, A Tale of Life | Werner Herzog                         |
| 2012 | Mea Maxima Culpa: Silence in the House of God   | Alex Gibney                           |

Premi a la millor pel·lícula
A la pel·lícula més original, imaginativa i creativa. S'entrega des del 2009.
| Any  | Pel·lícula                  | Director           |
| ---- | --------------------------- | ------------------ |
| 2009 | Un prophète                 | Jacques Audiard    |
| 2010 | How I Ended This Summer     | Alexei Popogrebski |
| 2011 | We Need to Talk About Kevin | Lynne Ramsay       |
| 2012 | Rust and Bone               | Jacques Audiard    |

Premi al millor nouvingut britànic
S'entrega als talents britànics emergents, i reconeix els èxits d'un nou guionista, productor o director que ja demostra tenir veritable creativitat i imaginació en la seva primera pel·lícula. S'entrega des del 2009.
| Any  | Nouvingut                               | Pel·lícula                 |
| ---- | --------------------------------------- | -------------------------- |
| 2009 | Jack Thorne (guionista)                 | The Scouting Book For Boys |
| 2010 | Clio Barnard (director)                 | The Arbor                  |
| 2011 | Candese Reid (actriu)                   | Junkhearts                 |
| 2012 | Sally El Hosaini (director i guionista) | My Brother the Devil       |

BFI Fellowships
El festival exhibeix el treball de cineastes nous i establerts. Des del 2009.
| Any  | Guanyador                                           | Pel·lícula                       |
| ---- | --------------------------------------------------- | -------------------------------- |
| 2009 | Souleymane Cissé (cineasta) John Hurt (actor)       |                                  |
| 2010 | Danny Boyle (cineasta)                              |                                  |
| 2011 | David Cronenberg (cineasta) Ralph Fiennes (actor)   | A Dangerous Method Coriolanus    |
| 2012 | Tim Burton (cineasta) Helena Bonham Carter (actriu) | Frankenweenie Great Expectations |